# Ronde van Midden-Nederland
Die Ronde van Midden-Nederland war ein Straßenradrennen für Männer, das jährlich im niederländischen Utrecht ausgetragen wurde.
Das Rennen, Utrechts Mooiste genannt, wurde 1948 erstmals ausgetragen; 2016 erfolgt die 60. Auflage. 2010 wurde die Veranstaltung Teil der UCI Europe Tour und war in der UCI-Kategorie 1.2 eingestuft. Ab 2015 wurde das Rennen als Etappenrennen ausgetragen und rangierte seitdem in der Kategorie 2.2.
Die Organisatoren selbst bezeichneten das Rennen als einen der „ältesten Radsportklassiker“ der Niederlande.

## Palmarès
| - 2018 Casper von Folsach - 2017 Kamil Gradek - 2016 Chris Opie - 2015 Olivier Pardini - 2014 Wim Stroetinga - 2013 Sebastian Forke - 2012 Ivar Slik - 2011 Wim Stroetinga - 2010 Wesley Kreder - 2009 Jeroen Boelen - 2008 Jan Bos - 2007 Marco Bos - 2006 Niki Terpstra - 2005 Wim Stroetinga - 2004 Angelo van Melis - 2003 Marvin van der Pluijm - 2002 Sander Lormans - 2001 nicht ausgetragen - 2000 Albert Schurer - 1999 Peter Voshol - 1998 wegen Unwetters annulliert - 1997 Erik Bos - 1996 Robert van der Donk - 1995 nicht ausgetragen | - 1994 Jonas Romanovas - 1993 Godert de Leeuw - 1992 Jan de Leeuw - 1991 Godert de Leeuw - 1990 Rober van der Vin - 1989 Mario Gutte - 1988 Louis de Koning - 1987 Johnny Broers - 1986 John van den Akker - 1985 Piet Pompstra - 1984 Nico van de Klundert - 1983 Jack van der Toorn - 1982 Joop Ribbers - 1981 Piet Kuys - 1980 Jacques Hanegraaf - 1979 Jos Lammertink - 1978 Frits Pirard - 1977 Piet van Leeuwen - 1976 Hans Koot - 1975 Michel Jacobs - 1974 Adri van Houwelingen - 1973 Jan Raas | - 1972 Aad van den Hoek - 1971 Jan Hordijk - 1970 Gerard Harings - 1969 Henk Benjamins - 1968 Daan Holst - 1967 nicht ausgetragen - 1966 Leen de Groot - 1962–65 nicht ausgetragen - 1961 Henk Nijdam - 1960 Jan Janssen - 1959 nicht ausgetragen - 1958 René Lotz - 1957 Gijs Pauw - 1956 Piet de Jongh - 1955 Piet Steenvoorden - 1954 Krijn Post - 1953 Rik Van Looy - 1952 Adri Voorting - 1951 Hein Van Breenen - 1950 Hein Van Breenen - 1949 Lode Wouters - 1948 Gerrit Voorting |